# Girl Play
Pour plus de détails, voir Fiche technique et Distribution.
Girl Play est un film américain réalisé par Lee Friedlander en 2004.

## Synopsis
Robin, qui est mariée, et Lacie, une jeune femme qui n'a jamais eu une relation durable, sont choisies pour jouer les amoureuses lesbiennes dans une pièce à Los Angeles. Innocemment, le metteur en scène, Gabriel, à force de répétitions, va rapprocher les deux actrices. Bientôt, les deux femmes se retrouvent de plus en plus et sont indéniablement attirées l'une par l'autre. Elles se demandent si cette relation est fabriquée pour le bien du rôle ou est-ce vraiment de l'amour.

## Fiche technique
- Titre original : Girl Play
- Réalisation : Lee Friedlander
- Scénario : Lee Friedlander, Robin Greenspan, Lacie Harmon
- Durée : 80 minutes

## Distribution
- Robin Greenspan : Robin
- Lacie Harmon : Lucie
- Mink Stole : la mère de Robin
- Dom DeLuise : Gabriel
- Katherine Randolph : Audrey
- Jessica Golden : Laura
- Lauren Maher : Cass
- Gina DeVivo : Robin à 14 ans
- Shannon Perez : Robin à 6 ans
- Dominic Ottersbach : l'assistance de Gabriel
- Sara Bareilles : la chanteuse

## Autour du film
Le film est basé sur l'histoire vraie de Robin Greenspan et Lacie Harmon, les deux actrices mais aussi coscénaristes du film.[réf. nécessaire]